# Ábrány
Ábrány (régebbi névváltozatai: Ábrányfalva, Ábrahámfalva, szlovákul: Abranovce, korábban Abrany/Obranovce) község Szlovákiában, az Eperjesi kerület Eperjesi járásában.

## Fekvése
Eperjestől 12 km-re délkeletre fekszik.

## Története
A falu a 13. században keletkezett, 1320-ban említik először. A 15. században a Raszlaviczky család birtoka. A 17. században a Sennyey, Pálffy és Kapi családoké. A 18. században a Nemessányi család a birtokosa. 1787-ben 39 házában 236 lakos élt.
A 18. század végén Vályi András így ír róla: „ÁBRAHÁMFALVA. Ábrahámovtze, tót falu Sáros Vármegyében, birtokosa Raszlavitzky Uraság, lakosai katolikusok, fekszik Hanusfalvátol egy és 1/4 mértföldnyire, e’ helységnek ugyan keresetre módgya nintsen; de mivel határja nem rosz, és réttye, legelője, ’s tűzre való fája elég, második Osztálybéli.”
1828-ban 44 házában 343 lakos élt. Lakói mezőgazdasággal, erdei munkákkal foglalkoztak.
Fényes Elek 1851-ben kiadott geográfiai szótárában így ír a faluról: „Ábrahámfalva, tót falu, Sáros vgyében, Sóvárhoz délre 1 mfd. 205 római, 169 görög kath, 23 evang. lak. Görög kath. szentegyház. F. u. a kamara.”
1920 előtt Sáros vármegye Lemesi járásához tartozott.

## Népessége
| Év:            | 1994. | 2004.   | 2014.    | 2024.    |
| -------------- | ----- | ------- | -------- | -------- |
| Emberek száma: | 510   | 548     | 644      | 734      |
| Eltérés:       |       | +7,45 % | +17,51 % | +13,97 % |

| Év:            | 2023. | 2024.   |
| -------------- | ----- | ------- |
| Emberek száma: | 715   | 734     |
| Eltérés:       |       | +2,65 % |

1910-ben 300, túlnyomórészt szlovák anyanyelvű lakosa volt.
2001-ben 534 lakosából 495 szlovák és 38 cigány volt.
2011-ben 619 lakosából 581 szlovák és 12 cigány volt.

## Híres személyek
- Itt született Hosszúfalussy Róza (1848–1932) festőművész
- Itt született Ján Hirka (1923–2014) eperjesi görögkatolikus püspök

## Nevezetességei

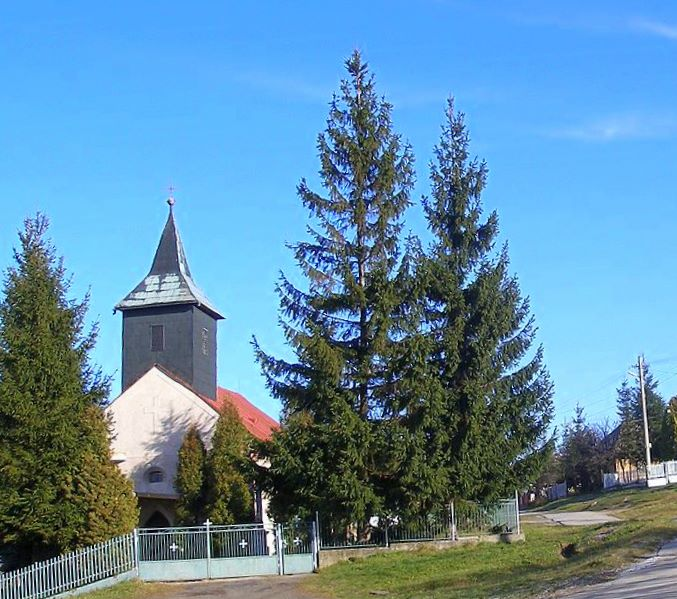
Ábrány - templom
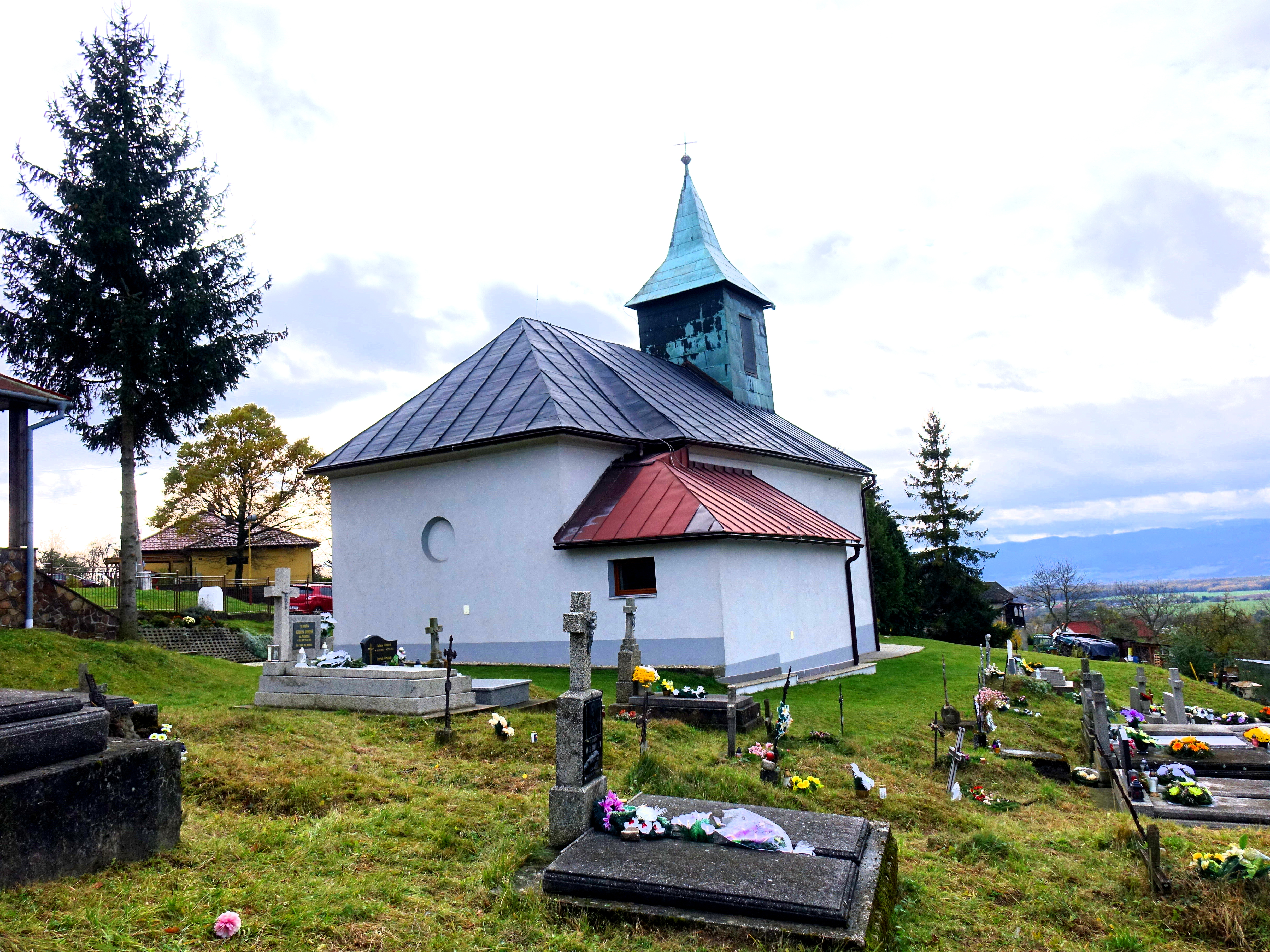
temető